# Лесохин, Артемий Фёдорович
Абрам Фалкович (Артемий Фёдорович) Лесохин (23.11.(06.12.)1895 — 08.08.1950) — советский учёный в области лопастных гидравлических машин, стандартизации и терминологии, доктор технических наук (1949), профессор (1949), лауреат Сталинской премии.
Родился в г. Невель Псковской губернии в семье купца 2-й гильдии Фалка Берковича Лесохина (торговля кожей и галантереей).
Участник Гражданской войны.
В 1921 году (в то время - инженер отдела металла ВСНХ) арестован по обвинению в спекуляции, содержался в Бутырской тюрьме. Освобождён по ходатайству члена коллегии Наркомвнешторга Ф. В. Ленгника.
Окончил Петроградский технологический институт по специальности инженер-механик (1928). Ученик И. Н. Вознесенского. Преподавал там же в 1934—1941 и 1945—1950 гг., с 1946 по 1950 год зав. кафедрой гидромашин.
В 1920-1930-х гг. работал во Всесоюзном комитете по стандартизации при Совете труда и обороны.
Кандидат технических наук (1936), доктор технических наук (1949),
доцент (1939), профессор (1949). Докторская диссертация:
- Метод расчета лопастей осевых гидротурбин : решетка конечной толщины : диссертация … доктора технических наук : 05.00.00. — Ленинград, 1946. — 78 с. : ил.

С 1935 по 1941 г. начальник лаборатории по испытанию гидротурбин на Ленинградском металлическом заводе им. И. В. Сталина (ЛМЗ).
В 1941—1945 гг. в эвакуации, начальник расчетной группы конструкторского бюро № 100 Челябинского тракторного завода.
Специалист в области теории лопастных гидравлических машин. Разработал метод гидродинамического расчета осевых гидротурбин. Принимал участие в проектировании гидротурбин для Рыбинской, Угличской, Днепровской и Свирской ГЭС.
Участник советского атомного проекта, с 1 декабря 1946 года директор Ленинградского филиала Лаборатории №2 АН СССР.
С 1950 года профессор ЛПИ.
Лауреат Сталинской премии 2-й степени (1943) — за усовершенствование конструкций тяжёлых станков (фактически - за танк КВ-1С). Награждён орденами «Знак Почёта» (08.06.1939) и Красной Звезды (05.08.1944).
Похоронен на Преображенском еврейском кладбище.
Сочинения:
- Система предельных допусков в машиностроении [Текст] : С прил. общесоюзных стандартов (ОСТ) 1001—1003, 1011—1014, 1021—1024 / Инж. А. Лесохин. — Москва : Всес. ком-т по стандартизации при Совете труда и обороны-«Рационализация и стандартизация», 1931 (21 тип. «Мосполиграф»). — 109 с., 3 с. объявл. : черт.; 21х15 см.
- Система предельных допусков в машиностроении [Текст] : С прил. ОСТ 1001—1003, 1011—1014, 1020—1024, 1030 / Инж. А. Лесохин. — 3-е изд., испр. и доп. — Москва : Всесоюз. ком. по стандартизации при Сов. труда и обороны. «Рационализация и стандартизация», 1932. — 100 с. : ил., табл.; 22 см.
- Предельные калибры в машиностроении [Текст] / А. Ф. Лесохин. — Москва ; Ленинград : Стандартизация и рационализация, 1933. — 158 с. : ил.; 22 см.
- Допуски в машиностроении [Текст] : 3 изд. допущено ГУУЗ’ом в качестве учеб. пособия для втузов / Инж. А. Ф. Лесохин. — 4-е изд., перераб. и доп. — Москва ; Ленинград : Стандартизация и рационализация, 1934 ([М.] : тип. «Искра революции»). — Обл., 264 с., 1 вкл. л. табл. : ил.; 21х15 см.
- Единицы измерений, научно технические термины и обозначения [Текст] : (Сборник ОСТов с пояснениями) / Сост. инж. А. Ф. Лесохин. — Москва ; Ленинград : Стандартгиз, 1936 ([М.] : 11 тип. Мособлполиграфа). — Папка, 318, [4] с., 2 с. объявл.; 23х15 см.
- Лесохин, Артемий Федорович. Допуски, посадки и технические измерения [Текст] : Утв. ГУУЗ НКТМ в качестве учебника для техникумов. — Москва ; Ленинград : Машгиз, 1941 (Ленинград). — 416 с. : ил., черт.; 22 см.
- Допуски и технические измерения [Текст] : ГУУЗ Министерства авиац. пром-сти допущ. в качестве учеб. пособия для авиац. техникумов / А. Ф. Лесохин. — Москва : изд-во и тип. Оборонгиза, Гл. ред. авиац. лит., 1946. — 475 с. : ил.; 22 см.
- Чистота поверхности [Текст] : Основные параметры / А. Ф. Лесохин. — [Москва] : Стандартгиз, 1949 (тип. «Моск. печатник»). — 93 с. : граф.; 21 см.
- Допуски, посадки и технические измерения [Текст] : [Учебник для техникумов]. — 2-е изд. — Москва : Машгиз, 1959. — 355 с. : ил.; 23 см.
- Допуски, посадки и технические измерения [Текст] : [Учеб. пособие для машиностроит. техникумов]. — Москва : Машгиз, 1956. — 339 с. : ил.; 22 см.
- Допуски и технические измерения [Текст] : [Учеб. пособие для машиностроит. техникумов]. — 2-е изд., перераб. — Москва : Машгиз, 1951. — 456 с. : ил.; 23 см.
- Допуски и технические измерения [Текст] : [Учеб. пособие для немашиностроит. вузов]. — 3-е изд. — Москва : Машгиз, 1954. — 492 с. : ил.; 23 см.
- Допуски, посадки и предельные калибры (гладкие) [Текст] : Изд. 3 одобрено ГУУЗ НКТП в качестве учеб. пособия. — 5-е изд., перераб. и доп. — Москва ; Ленинград : ОНТИ, Глав. ред. машиностроит. и автотракт. лит-ры, 1938 (К. : Тип. ОНТИ). — 260 с. : ил.; 25 см.
- Словарь стандартных терминов и обозначений на основе общесоюзных, иностранных национальных и международных стандартов терминологии и обозначений [Текст] / А. Лесохин. — Ленинград ; Москва : Стандартгиз, 1936 (Л. : тип. им. Лоханкова). — Переплет, 195 с.; 30х21 см.